# Qir-o-Karzin (Verwaltungsbezirk)
Qir-o-Karzin (persisch شهرستان قیروکارزین) ist ein Schahrestan in der Provinz Fars im Iran. Er enthält die Stadt Qir, welche die Hauptstadt des Verwaltungsbezirks ist.

## Kreise
- Zentral (بخش مرکزی)
- Efzar (بخش افزر)

## Demografie
Bei der Volkszählung 2016 betrug die Einwohnerzahl des Schahrestan 71.203. Die Alphabetisierung lag bei 84 Prozent der Bevölkerung. Knapp 61 Prozent der Bevölkerung lebten in urbanen Regionen.
| Zensusjahr | Einwohnerzahl |
| ---------- | ------------- |
| 2011       | 65.045        |
| 2016       | 71.203        |